# Gabrielle van Zuylen
Baroness Gabriëlle Andrée van Zuylen van Nyevelt van de Haar, geborene Iglesias Velayos y Taliaferro (* 9. Juli 1933 in Perpignan; † 3. Juli 2010 in Paris) war eine französisch-niederländische Landschaftsarchitektin, Gartendesignerin und Autorin spanischer Herkunft.

## Leben
Van Zuylen wurde in Südfrankreich als Tochter von Andrés Iglesias y Velayos, dem spanischen Konsul in Perpignan, und seiner Frau Mildred Taliaferro geboren. Sie wuchs in den Vereinigten Staaten auf und studierte am Radcliffe College. Den Titel Baronin van Zuylen trägt sie als Ehefrau des niederländischen Barons Thierry van Zuylen van Nyevelt van de Haar, den sie 1956 in Boston heiratete. Obwohl sie sich 1987 scheiden ließen, behielt sie den Namen van Zuylen bei. Das Paar hat vier Töchter, Alexandra, Marina, Helena und Vanessa van Zuylen.
Das Ehepaar Van Zuylen kaufte 1964 das Anwesen Haras de Varaville in der Normandie. Das Anwesen bestand aus einem Stall aus dem 17. Jahrhundert und Burgruinen, die 1937 abgebrannt waren. Sie beauftragten den amerikanischen Architekten Peter Harnden mit dem Bau eines neuen Hauses im modernen Stil. Der Garten wurde von dem britischen Landschaftsarchitekten Russell Page angelegt und gestaltet. Gabrielle van Zuylen schrieb später das Buch The Gardens of Russell Page, das sich mit seinem Einfluss auf die Landschaftsarchitektur beschäftigt. Sie wurde eine Spezialistin für den Bau von Gärten und veröffentlichte mehrere Werke zu diesem Thema, insbesondere über historische Gärten. Ihre Bücher erschienen meist auf Französisch und Englisch, einige wurden auch in anderen Sprachen veröffentlicht oder übersetzt. 
In einem Interview anlässlich der Veröffentlichung des Buches Tous les jardins du monde bei Éditions Gallimard beschrieb van Zuylen, dass aus ihrer Sicht Vergnügen der primäre Zweck eines Gartens ist, die Gärten werden seit jeher "Lustgärten" genannt. Sie sieht drei Hauptfunktionen eines Gartens: die heilige als „heilige Umfriedung“ und als der von den Göttern gesegnete Ort, die der Macht, da die großen Gärten auch meisterhafte Machtdemonstrationen waren, und die häusliche in den kleinen, nützlichen und beliebten Stadtgärten. Der Garten ist in ihrer Sicht das Abbild zur sozialen, politischen und künstlerischen Geschichte einer Zivilisation.
Van Zuylen war Mitglied der International Dendrology Society, Les Amateurs de Jardins und Chevalier des Ordre du Mérite agricole. 1978 wurde sie in die International Best Dressed Hall of Fame List aufgenommen. „La baronne Gabrielle van Zuylen personnifie le charme et l’élégance“, urteilte das Magazine L'ŒIL. 1985 erhielt sie den Prix Lange, den Preis zur Förderung des literarischen Schaffens der Académie française, für ihr Buch Jardins privés en France.

## Werke (Auswahl)
- mit Anita Pereire: Jardins privés en France. Arthaud, Paris 1992, ISBN 978-2-7003-0440-4.
- Tous les jardins du monde. Éditions Gallimard, Paris 1994, ISBN 978-2-07-053241-4.
- Alhambra, un paradise mauresque. Actes Sud, Arles 1999, ISBN 978-2-7427-2429-1.
- Jardins de Russel Page. Flammarion, Paris 2008, ISBN 978-2-08-121507-8.
- Apremont, une folie française. Actes Sud, Arles 2007, ISBN 978-2-7427-6526-3.